# Arruda (Recife)
Arruda é um bairro do Recife, capital de Pernambuco, Brasil. Compõe a RPA2
Tem seu nome ligado ao dono de uma quitanda, Manuel Inácio de Arruda, conhecido por Seu Arruda.

## História
O bairro do Arruda era conhecido, no início do Século XX por Estrada Nova, um lugar sem atrativos, até que foi servido de transporte pelas maxambombas.
Foi utilizando esse meio de transporte que o português Seu Arruda conheceu o local e ali instalou sua quitanda, logo transformada em mercearia.
Quando as maxambombas foram substituídas pelos bondes elétricos, em 1922, o bairro já possuía cinemas, já em franco desenvolvimento, aparecendo também outras casas comerciais, consultórios médicos etc.

## Edificações
A principal edificação do bairro é o Estádio José do Rego Maciel, o Estádio do Arruda ou Mundão do Arruda, pertencente ao Santa Cruz Futebol Clube.

## Demografia
Pelo censo do IBGE de 2010, o bairro, com uma área de 95,8 ha, possuía 14530 habitantes, apresentando densidade populacional de 145,56 hab./ha.
Integra a segunda região político-administrativa do Recife. E segundo o Atlas de Desenvolvimento Humano no Recife do ano 2000, possui IDH de 0,827.